# Drayton (Somerset)
Pour les articles homonymes, voir Drayton.
Drayton est une paroisse civile et un village du Somerset, en Angleterre.